# Confignon
Confignon (toponimo francese) è un comune svizzero di 4 618 abitanti del Canton Ginevra.

## Storia
Il comune di Confignon è stato istituito nel 1851 con la soppressione del comune di Onex-Confignon e la sua divisione nei nuovi comuni di Confignon e Onex.

## Monumenti e luoghi d'interesse

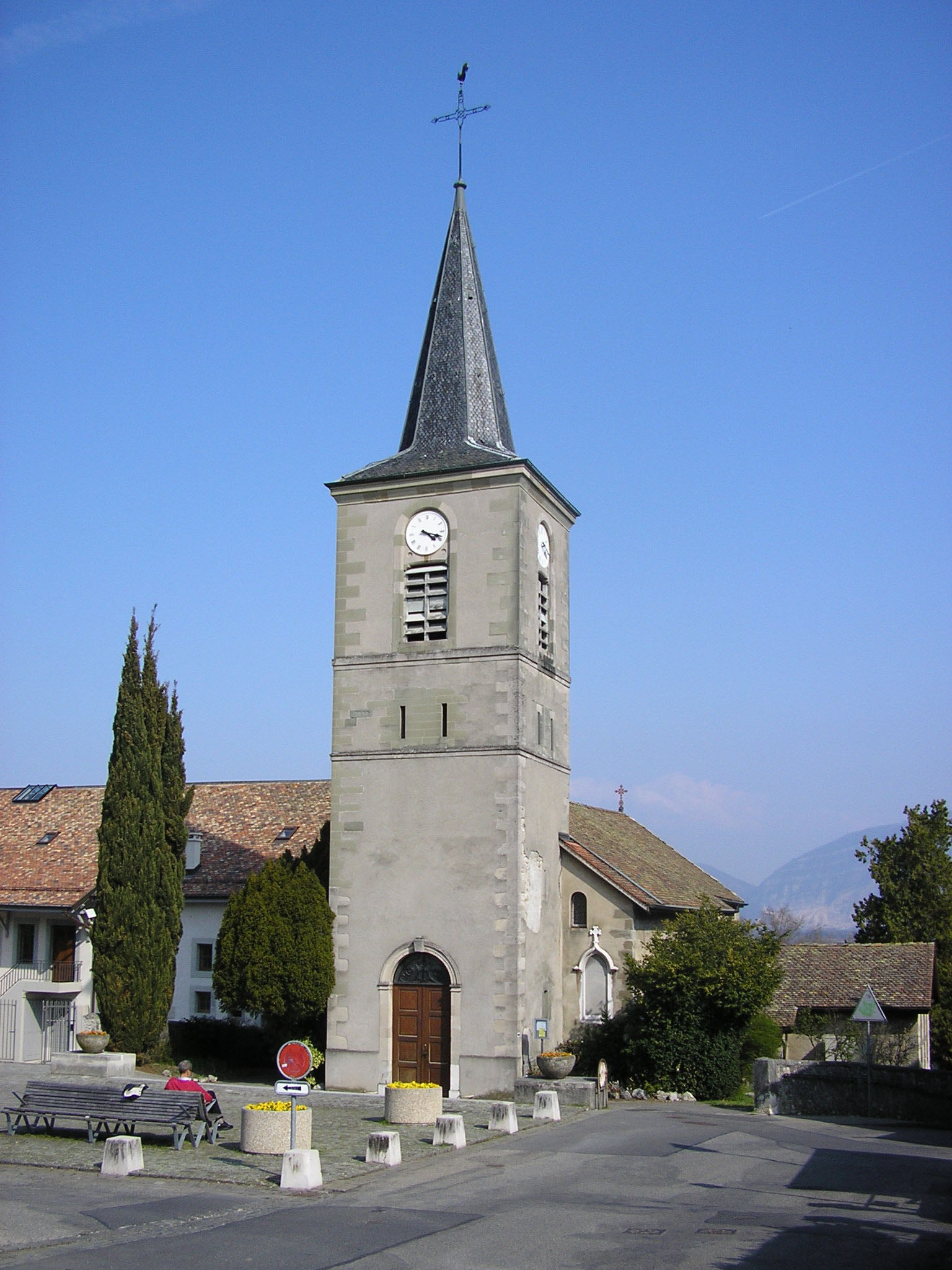
La chiesa cattolica dei Santi Pietro e Paolo

- Chiesa cattolica dei Santi Pietro e Paolo, attestata dal 1153[1].

## Società

### Evoluzione demografica
L'evoluzione demografica è riportata nella seguente tabella:
Abitanti censiti

## Infrastrutture e trasporti
Confignon è servito dalla rete tranviaria di Ginevra (linea 14).

## Amministrazione
Ogni famiglia originaria del luogo fa parte del comune patriziale che ha la responsabilità della manutenzione di ogni bene comune.